# ستاد النادي المصري
ستاد النادي المصري أو ستاد بورسعيد هو ستاد متعدد الاستخدامات يقع في مدينة بورسعيد في مصر.وهو حاليا يستخدم في مباريات كرة القدم حيث يعد الملعب الرسمي لنادي المصري. أسس عام 1953 وافتتح رسميا في أكتوبر عام 1955 بحضور السيد حسين الشافعي وزير الشئون الاجتماعية بالنيابة عن الرئيس جمال عبد الناصر.
خضع الستاد لعدد من التجديدات وأعمال التطوير اخرها عام 2009 لاستضافة كأس العالم للشباب 2009 ليتلائم مع معايير الاتحاد الدولي لكرة القدم كما تم استخدامه في كأس الأمم الأفريقية لكرة القدم 2006 التي نظمتها مصر ويتسع الأستاد ل18,000 متفرج. يقع على بعد 8 كيلومتر من مطار بورسعيد في وسط مدينة بورسعيد بشارع 23 يوليو بحي المناخ.

## ايقافه بعد حادث ستاد بورسعيد
تم ايقاف اللعب على الاستاد لمدة 6 سنوات بقرار من الاتحاد المصري لكرة القدم في سلسلة العقوبات التي طبقت بعد حادث ستاد بورسعيد وأُعيد فتحه في عام 2018 في المباريات الإفريقية، حيث أقيمت أول مباراة على الملعب بعد إعادة افتتاحه يوم 10 فبراير 2018 وجمعت بين المصري ونادي جرين بافلوز الزامبي في إطار مباريات كأس الكونفيدرالية الأفريقية 2018 وانتهت المباراة بفوز المصري 4-0.